# 坂田仰
坂田 仰（さかた たかし、1960年 - ）は、日本の教育行政学者。淑徳大学教授、放送大学客員教授。専門は、スクール・コンプライアンス。

## 人物・来歴
和歌山県生まれ。1983年立命館大学法学部卒業。1983-91年大阪府公立学校教員。1996年東京大学大学院法学政治学研究科博士課程単位取得退学。日本女子大学家政学部助教授、2007年准教授、2010年同教職教育開発センター教授。2025年4月、淑徳大学総合福祉学部社会福祉学科教授。教育行政学、生徒指導学。

## 著書
- 『教員になりたい人の本 平成11年採用版』ダイヤモンド社, 1998.2
- 『学校・法・社会 教育問題の法的検討』学事出版、2002.5
- 『教育改革と関連教育法規がこれ1冊でわかる本』 (教育技術mook) 小学館, 2005.4
- 『スクール・リーガルマインド 法規に基づく学校運営と説明責任』学事出版, 2006.5
- 『学校教育紛争 事件の概要・判決・争点』春風社, 2007.4
- 『教育法規一問一答 学校管理職選考・教員採用試験対策 第1巻 (学校教育・学校組織編)』教育開発研究所, 2011.6
- 『学校現場における教育法規実践学 上巻 (学校トラブル 生徒指導・保護者対応編)』教育開発研究所, 2014.6
- 『学校現場における教育法規実践学 下巻 (学校トラブル 教職員・地域対応編)』教育開発研究所, 2014.6
- 『裁判例で学ぶ学校のリスクマネジメントハンドブック』時事通信出版局, 2018.9

### 共編著
- 『入門日本の教育 '97～'98 「公教育戦後50年」の危機と改革』浦野東洋一共編著. ダイヤモンド社, 1997.4
- 『憲法編』 (行政書士Vシリーズ) ;編著. 日本法令, 1998.3
- 『民法編』 (行政書士Vシリーズ) ;編著. 日本法令, 1998.3
- 『行政法編』 (行政書士Vシリーズ) 編著. 日本法令, 1998.3
- 『法学・諸法令編』 (行政書士Vシリーズ) 編著. 日本法令, 1998.3
- 『一般教養編』 (行政書士Vシリーズ) 編著. 日本法令, 1998.3
- 『教職教養日本国憲法 公教育の憲法学的視座』田中洋共著. 八千代出版, 1999.4
- 『はじめて学ぶ憲法・行政法』田中洋共著. 八千代出版, 2002.10
- 『開かれた学校とこれからの教師の実践』藤原文雄, 加藤崇英,青木朋江共編著. 学事出版, 2003.4
- 『法律・判例で考える生徒指導 いじめ,体罰から出会い系サイト,児童虐待まで』編著. 学事出版, 2004.11
- 『学校教育の基本法令』星野豊共編著. 学事出版, 2004.4
- 『教育改革の中の学校図書館 生きる力・情報化・開かれた学校』編著. 八千代出版, 2004.5
- 『学校教育の基本判例』星野豊共編著. 学事出版, 2004.5
- 『基礎からわかる学校の個人情報保護対策』編著, 川崎雅和,松澤幸太郎, 学びの支援ネットワーク 著. 学事出版, 2005.11
- 『はじめて学ぶ教職の基礎 教師になることを考えるあなたに』大津尚志共編. 協同出版, 2006.11
- 『学校図書館の光と影 司書教諭を目指すあなたへ』河内祥子,黒川雅子共編著. 八千代出版, 2007.10
- 『学校トラブル 大事件になる前の教師のアクション』星野豊共編著. 学事出版, 2007.2
- 『図解・表解教育法規 "確かにわかる"法規・制度の総合テキスト』河内祥子, 黒川雅子共著. 教育開発研究所, 2008.8
- 『ケーススタディ教育法規 学校管理職として、学校現場での事件・事故・トラブル等にどう対応するか』河内祥子共著. 教育開発研究所, 2010.6
- 『教育法規』 (学校マネジメント研修テキスト) 菱村幸彦共編. 学事出版, 2011.1
- 『教育紛争判例詳解 問われるスクール・コンプライアンス』山口亨共編著. 学事出版, 2011.3
- 『教育法規一問一答 学校管理職選考・教員採用試験対策 教育法規対策のスタートブック 第2巻 (教職員・教育行政編)』山田知代共著. 教育開発研究所, 2011.7
- 『教育法規一問一答 学校管理職選考・教員採用試験対策 教育法規対策のスタートブック 第3巻 (学校安全・教育関連法制編)』黒川雅子共著. 教育開発研究所, 2011.8
- 『学校と法-「権利」と「公共性」の衝突-』編著. 放送大学教育振興会, 2012.3
- 『教育改革の動向と学校図書館』河内祥子共編著. 八千代出版, 2012.4
- 『いじめ防止対策推進法 全条文と解説』編. 学事出版, 2013.12
- 『事例で学ぶ"学校の法律問題" 判断に迷ったときに手にとる本』黒川雅子 共著. 教育開発研究所, 2013.5
- 『生徒指導とスクール・コンプライアンス 法律・判例を理解し実践に活かす』編著. 学事出版, 2015.12
- 『改訂版 学校と法-「権利」と「公共性」の衝突-』編著. 放送大学教育振興会, 2016.3
- 『特別活動の理論と実践』 (JSCP双書) ;堀井啓幸,山西哲也共編著. 教育開発研究所, 2016.4
- 『学校を取り巻く法規・制度の最新動向』山田知代 共著. 教育開発研究所, 2016.5
- 『教育課程論』 (JSCP双書) 黒川雅子, 武井哲郎共編著. 教育開発研究所, 2016.5
- 『保育者・小学校教員のための教育制度論 この1冊で基礎から学ぶ』 (JSCP双書) 内山絵美子,山田知代共編著. 教育開発研究所, 2017.3
- 『若手教師の成長をどう支援するか 養成・研修に活かす教職の基礎』 (JSCP双書) 藤田祐介,加藤秀昭共編著. 教育開発研究所, 2017.4
- 『学校図書館への招待』河内祥子共編著. 八千代出版, 2017.6
- 『イラストと設題で学ぶ学校のリスクマネジメントワークブック』河内祥子共著. 時事通信出版局, 2017.7
- 『必携教職六法 2019年度版』若井彌一監修, 高見茂,梅野正信共編集委員. 協同出版, 2018.2
- 『学校現場の課題から学ぶ教育学入門』黒川雅子, 山田知代共著. 学事出版, 2019.4
- 『生徒指導・進路指導論 (JSCP双書) 黒川雅子, 山田知代共編著. 教育開発研究所, 2019.4
- 『三訂版 学校と法-「権利」と「公共性」の衝突-』編著. 放送大学教育振興会, 2020.3
- 『幼児教育・保育制度改革の展望 教育制度研究の立場から』秋川陽一, 藤井穂高共編. 教育開発研究所, 2020.12
- 『教育課程論 新訂版』 (JSCP双書) 黒川雅子, 小野まどか共編著. 教育開発研究所, 2020.4
- 『学校のいじめ対策と弁護士の実務 予防・初期対応から第三者委員会まで』編集代表. 青林書院, 2022.5
- 『四訂版 学校と法-「権利」と「公共性」の衝突-』編著. 放送大学教育振興会, 2024.3 ISBN 978-4-595-32444-4

翻訳
- ロバート・レーン『校門を越えて 言論の自由と価値の教え込み』教育法令理論研究会・田中洋、森建夫、小林ゆう子共訳 八千代出版, 2002.4

## 論文
- <坂田仰